# Rugby Ottignies Club
Pour les articles homonymes, voir ROC.
 (février 2024).
 (février 2024).
Si vous disposez d'ouvrages ou d'articles de référence ou si vous connaissez des sites web de qualité traitant du thème abordé ici, merci de compléter l'article en donnant les références utiles à sa vérifiabilité et en les liant à la section « Notes et références ».
Actualités
Le Rugby Ottignies Club est un club belge de rugby à XV basé à Louvain-la-Neuve.
Il évolue en première division du championnat de Belgique pour la saison 2025-2026.

## Histoire
Le club est fondé en mars 1977 par Serge Preud'Homme, Michel Simon et Jacques Delreux. Il est le 1er club belge qui a, dès sa fondation, une école de rugby.
En mai 1977, un terrain officiel, la plaine des Coquerées ou le terrain de la foire commerciale de Mousty, est attribué par M. Cattelain, échevin des sports, sans vestiaires.
En juin 1977, lors de la foire, démonstration de l’école et premier match amical inaugural contre l’Asub Bruxelles.  
En septembre 1977, 1er match de championnat contre Jambes en division régionale, poule B.
En 1980, premier titre pour l’école : les moins de 13 ans (benjamins) sont champions de Belgique, en 1981 ces mêmes benjamins reçoivent le 1er trophée sportif attribué par la Commune. Un des juniors du club Christian Josse est international et reçoit le mérite l’année suivante.
En 1982-83, montée en 3e division à la suite du succès en 4e division, un nouveau président, A. Helaers. L'équipe joue au terrain du cyclotron à LLN à la suite de l'aménagement du centre sportif des Coquerées, pendant plus d’un an l’école du Verseau à Bierges accueille le samedi matin l'école de rugby.
Le club s’essouffle un peu, un retour en division 3.
Saison 1989-90, champions de 3e division, les jeunes gagnent des tournois, les cadets jouent les phases finales et sont 3e du championnat.    
Saison 90-91, les juniors jouent la finale du championnat contre l’Avia et échouent de peu.
Saison 91-92, en mai les juniors jouent la finale du championnat contre l’Avia et sont pour la 2e fois vice-champions.
Saison 94-95, montée en division 1 à la suite de la restructuration du championnat de Belgique.
Saison 14-15, le ROC est sacré champion de Division 2 et revient donc en Division 1
Saison 24-25, le club atteint les quarts de finale du championnat de Division 1

## Identité visuelle

### Logo

Évolution du logo

## Palmarès
- Champion de Belgique de division II en 2015
- Champion de Belgique de division III en 1987
- Finaliste du Coupe de Belgique en 2004
- Vainqueur de la Coupe de l'Effort en 2007